# Kermadec-Tonga-Graben

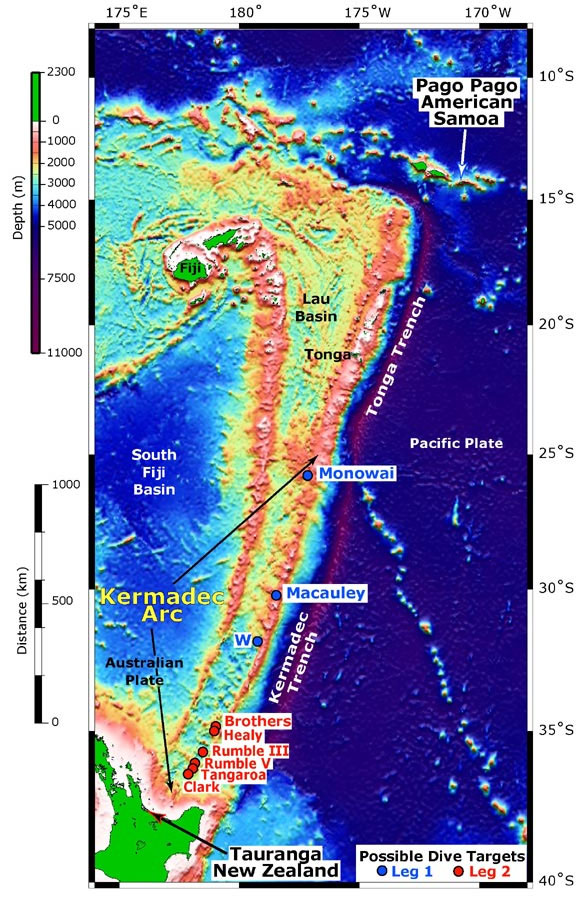
Lage des Kermadec-Tonga-Graben

Der bis 10.882 m tiefe Kermadec-Tonga-Graben ist eine Tiefseerinne im südwestlichen Pazifischen Ozean. 

## Geographie
Der in Nord-Süd-Richtung verlaufende Kermadec-Tonga-Graben besteht aus zwei fast direkt aneinander hängenden bzw. nur von einer kleinen Schwelle voneinander getrennten Tiefseerinnen: Dies sind der bis 10.882 m tiefe Tongagraben im Norden und der bis 10.047 m tiefe Kermadecgraben im Süden. Zusammen haben sie eine Länge von etwa 3200 Kilometern.
Im südwestlichen Pazifik befindet er sich zwischen den Samoainseln im Norden, dem weitläufigen Südpazifischen Becken im Osten, der Nordinsel von Neuseeland im Süden und dem Kermadec-Tonga-Rücken mit den südlichen Kermadecinseln und den nördlichen Tongainseln im Westen. Dort liegt er etwa zwischen 13 und 36° südlicher Breite sowie 163 und 178° westlicher Länge.

## Geologie
Der Kermadec-Tonga-Graben ist ein Teil der tief eingeschnittenen Nahtstelle von Australischer Platte im Westen und Pazifikplatte im Osten. Die Pazifische Platte taucht hier unter die Australische Platte. Westlich dieser Tiefseerinne befinden sich ein Forearc- und ein Backarc-Becken, welche durch den Inselbogen des Kermadec-Tonga-Rückens voneinander getrennt werden.

## Meerestiefs
Im Kermadec-Tonga-Graben befinden sich diese Meerestiefs: 
- Tongagraben:
  - Witjastief 2 (10.882 m)
  - Horizontief (10.647 m)
- Kermadecgraben:
  - Witjastief 4 (10.047 m)

## Namensgebung
Benannt ist der Graben nach dem französischen Seefahrer und Entdecker Jean Michel Huon de Kermadec.